# Petäjäjärvi
Petäjäjärvi este o arie protejată (arie specială de conservare — SAC, sit de importanță comunitară — SCI) din Finlanda întinsă pe o suprafață de 254 ha, integral pe uscat.

## Localizare
Centrul sitului Petäjäjärvi este situat la coordonatele 61°54′30″N 23°34′42″E / 61.9083°N 23.5783°E.

## Înființare
Situl Petäjäjärvi a fost declarat sit de importanță comunitară în august 1998 pentru a proteja 2 specii de animale. Situl a fost protejat și ca arie specială de conservare în aprilie 2015.

## Biodiversitate
Situată în ecoregiunea boreală, aria protejată conține 5 habitate naturale: Lacuri și iazuri distrofice naturale, Cursuri de apă de la nivel de câmpie la nivel montan, cu vegetație Ranunculion fluitantis și Callitricho-Batrachion, Turbării Aapa, Taiga vestică, Mlaștini împădurite.
La baza desemnării sitului se află mai multe specii protejate:
- mamifere (1): veveriță zburătoare siberiană (Pteromys volans)
- nevertebrate (1): Boros schneideri

Pe lângă speciile protejate, pe teritoriul sitului au mai fost identificate 2 specii de nevertebrate, 6 specii de pești.